# 空軍訓練集団
空軍訓練集団（くうぐんくんれんしゅうだん、ドイツ語：Luftwaffenausbildungskommando、略称：LwAusbKdo）は、ドイツ連邦空軍空軍局傘下の集団（基幹単位の師団級コマンド）の一つ。集団司令部はノルトライン＝ヴェストファーレン州ケルン＝ヴァーンに所在し、ドイツ連邦空軍における教育訓練業務を統括する。司令官には空軍准将が充てられる。

## 概要
空軍訓練集団はドイツ連邦空軍における中央訓練業務提供部隊として、他の基幹単位コマンドや中間単位コマンドおよび部隊・機関に必要な教育訓練を本集団が一括して実施する。
前身組織である空軍学校コマンド（Kommando der Schulen der Luftwaffe）は1956年6月1日に設立される。1962年11月に空軍局の再編成により空軍教育監（Inspektion Ausbildung der Luftwaffe）が設けられ、連邦空軍における技術教育や士官教育に対して責任を負った。しかし、1963年2月15日に発令された再編成命令により空軍教育監は廃止される。1970年10月1日に教育機関の再集中化を企図した政令第341号が発令され空軍訓練集団が編成される。1994年3月31日に第4次空軍編制の枠組みに基づいて空軍教育集団は解散され、隷下の部隊および機関は空軍局直轄となる。
第5次空軍編制により2001年10月に空軍教育集団は再編成される。

## 部隊および機関の編成
- 司令部　在ケルン＝ヴァーン
- 空軍士官学校　在フュルステンフェルトブルック
- 空軍下士官学校　在シュレースヴィヒ＝ホルシュタイン州アッペン
- 第1空軍術科学校　在バイエルン州カウフボイレン
- 第3空軍術科学校　在ニーダーザクセン州ファスベルク
- 空軍大学校　在ニーダーザクセン州ファスベルク
- 空軍訓練連隊　在バイエルン州ロート
- 在米在加コマンド　在アメリカ合衆国テキサス州エルパソ
  - NATO統合ジェットパイロット訓練課程/ドイツ分担（ENJJPT）　在テキサス州ウィチタフォールズシェパード空軍基地（英語版）
  - 空軍航空教育センター　在ニューメキシコ州アラモゴードホロマン空軍基地（英語版）
  - 第2ドイツ空軍教育飛行中隊　在フロリダ州ペンサコーラ
  - 第3ドイツ空軍教育飛行中隊　在アリゾナ州グッドイヤー
  - 空軍防空ミサイル戦術訓練教育センター　在テキサス州フォート・ブリス（英語版）

## 歴代司令官
| 司令官（第1次） |                                                                      |               |                      |
| 1               | ゲルハルト・ランクット空軍少将 Gerhard Langguth                      | 1970年        | 1972年3月31日        |
| 2               | ペーター・フォン・リーリンスキョルト空軍少将 Peter von Lillienskiold | 1972年4月1日  | 1974年9月30日        |
| 3               | カール＝ヘルマン・フリードリヒ空軍少将 Karl-Hermann Friedrich        | 1974年10月1日 | 1978年9月30日        |
| 4               | ゲルト・ハーゼロフ空軍少将 Gerd Haseloff                             | 1978年10月1日 | 1984年6月30日        |
| 5               | ユルゲン・シュライバー空軍少将 Jürgen Schreiber                      | 1984年7月1日  | 1986年9月30日        |
| 6               | ユルゲン・シュネル空軍少将                                           | 1986年10月1日 | 1987年9月30日        |
| 7               | ジークフリート・パッコールケ空軍少将 Siegfried Pacholke              | 1987年10月1日 | 1990年11月30日       |
| 8               | de:Hartmut Olboeter空軍少将                                          | 1990年12月1日 | 1994年6月30日        |
| 司令官（第2次） |                                                                      |               |                      |
| 1               | ボド・ブラス空軍准将 Bodo Blaas                                      | 2001年10月    | （2002年以降は不明） |
|                 | de:Heinrich Geppert空軍准将                                          | 2005年        | 2007年               |
|                 | ゲルト・ビショフ空軍准将                                             | 2007年3月23日 | 2011年6月30日        |
|                 | de:Rainer Keller空軍准将                                             | 2011年7月1日  | 2013年6月30日        |